# Sajókápolna
Sajókápolna község Borsod-Abaúj-Zemplén vármegyében, a Miskolci járásban.

## Fekvése
Sajószentpétertől délnyugatra, a parasznyai völgy alján fekszik. További szomszédos települések: délkelet felől Sajóbábony, dél felől Sajólászlófalva, délnyugat felől Kondó, északnyugat felől pedig Alacska.

### Megközelítése
Csak közúton érhető el, Parasznya vagy Sajószentpéter felől, mindkét irányból a 2517-es úton. Főutcája a 25 131-es számú mellékút.

## Története
Sajókápolna nevét 1317 és 1342 között említette először oklevél p. Kapolna írásmóddal, mikor Károly Róbert király megerősítette vásárolt birtokukban Vilyam fiait: Jánost, Lászlót és Mihályt.
1332-ben Szent Mártonról elnevezett egyházát is említették, melynek papja a pápai tizedjegyzék szerint ez évben 5 garas pápai tizedet fizetett.
1910-ben 491 lakosából 488 magyar volt. Ebből 35 római katolikus, 450 református volt.
A 20. század elején Borsod vármegye Sajószentpéteri járásához tartozott.
| Főbb közigazgatás-történeti adatok 1900 óta | Főbb közigazgatás-történeti adatok 1900 óta                     |
| ------------------------------------------- | --------------------------------------------------------------- |
| Neve                                        |                                                                 |
| 1906-ig                                     | Kápolna                                                         |
| 1906 óta                                    | Sajókápolna                                                     |
| Rangja                                      |                                                                 |
| 1950-ig                                     | kisközség, körjegyzőségi székhely                               |
| 1950–1969                                   | önálló tanácsú község                                           |
| 1969–1981                                   | községi közös tanács székhelye                                  |
| 1981–1990                                   | Parasznya községi közös tanács társközsége                      |
| 1990 óta                                    | község                                                          |
| Tárközségei                                 |                                                                 |
| 1969–1981                                   | Kondó, Sajólászlófalva                                          |
| Területi beosztása                          |                                                                 |
| 1923-ig                                     | Borsod vármegye, Sajószentpéteri járás                          |
| 1923–1938                                   | Borsod, Gömör és Kishont k.e.e. vármegye, Sajószentpéteri járás |
| 1938–1945                                   | Borsod vármegye, Sajószentpéteri járás                          |
| 1945–1950                                   | Borsod-Gömör vármegye, Sajószentpéteri járás                    |
| 1950–1983                                   | Borsod-Abaúj-Zemplén megye, Miskolci járás                      |
| 1984–1990                                   | Borsod-Abaúj-Zemplén megye, Miskolci városkörnyék               |
| 1990–2022                                   | Borsod-Abaúj-Zemplén megye                                      |
| 1994–2014                                   | Borsod-Abaúj-Zemplén megye, Miskolci kistérség                  |
| 2013–2022                                   | Borsod-Abaúj-Zemplén megye, Miskolci járás                      |
| 2023–                                       | Borsod-Abaúj-Zemplén vármegye, Miskolci járás                   |

## Közélete

### Polgármesterei
- 1990–1994: Sándor József (független)[4]
- 1994–1998: Sándor József (független)[5]
- 1998–2002: Sándor József (független)[6]
- 2002–2006: Vass Lajos Sándor (független)[7]
- 2006–2010: Vass Lajos (független)[8]
- 2010–2014: Vass Lajos Sándor (független)[9]
- 2014–2019: Faragó Ilona (független)[10]
- 2019–2024: Tőzsér György (független)[11]
- 2024– : Tőzsér György (független)[1]

## Népesség
A település népességének változása:
| Lakosok száma | 407  | 408  | 408  | 382  | 376  | 363  | 360  |
|               | 2013 | 2014 | 2015 | 2021 | 2022 | 2023 | 2024 |

2001-ben a település lakosságának 99%-a magyar, 1%-a cigány nemzetiségűnek vallotta magát.
A 2011-es népszámlálás során a lakosok 80,7%-a magyarnak, 1,8% cigánynak, 0,3% németnek mondta magát (19,1% nem nyilatkozott; a kettős identitások miatt a végösszeg nagyobb lehet 100%-nál). A vallási megoszlás a következő volt: római katolikus 11%, református 44,4%, görögkatolikus 1%, felekezeten kívüli 8,1% (35,5% nem válaszolt).
2022-ben a lakosság 91,8%-a vallotta magát magyarnak, 1,3% cigánynak, 1,3% egyéb, nem hazai nemzetiségűnek (8,2% nem nyilatkozott; a kettős identitások miatt a végösszeg nagyobb lehet 100%-nál). Vallásuk szerint 14,1% volt római katolikus, 39,1% református, 1,9% görög katolikus, 0,5% egyéb keresztény, 0,3% evangélikus, 10,1% felekezeten kívüli (33,2% nem válaszolt).

## Nevezetességei
- Késő barokk református templom
- Pilóta-emlékmű
- Repülőmúzeum

## Külső hivatkozások
- A Sajókápolnai Református Egyházközségről[halott link]
- A műemlék református templom a Műemlékem.hu-n